# Trichomanes anomalum
Trichomanes anomalum är en hinnbräkenväxtart som beskrevs av William Ralph Maxon och Morton. Trichomanes anomalum ingår i släktet Trichomanes och familjen Hymenophyllaceae. Inga underarter finns listade.